# پارک زعبیل
پارک زعبیل (عربی: حديقة زعبيل) یک پارک عمومی در دبی، امارات متحده عربی که در منطقه زعبیل دبی واقع شده‌است، از شمال به مسیر شیخ راشد و از شمال غربی به مسیر شیخ خلیفه بن زاید منتهی شده و از جنوب خیابان شیخ زاید آن را قطع می‌کند. این پارک به چند بخش تقسیم شده که به پل‌های عابر پیاده مرتبط می‌باشد و دارای دروازه‌های ورودی متعددی است. قاب دبی در داخل پارک قرار دارد.
پارک زعبیل که بین الکرامه و مرکز تجارت جهانی دبی واقع شده است، بخش زیادی از منطقه الکفاف را پوشش می‌دهد. این پارک از طریق خط قرمز متروی دبی و از طریق ایستگاه الجفیلیه در نزدیکی آن قابل دسترسی است. این پارک توسط اداره پارک‌های عمومی و باغبانی شهرداری دبی نگهداری می‌شود.

## پس‌زمینه
این پارک در دسامبر ۲۰۰۵ در مراسم افتتاحیه توسط شیخ حمدان بن راشد آل مکتوم به روی عموم باز شد. مساحت پارک زعبیل ۴۷.۵ هکتار (۱۱۷.۳۷۵ هکتار) یا حدود ۴۵ زمین فوتبال است. ظرفیت پارکینگ می‌تواند ۲۳۰۰ وسیله نقلیه را در خود جای دهد.

## فعالیت‌ها
هزینه ورودی برای هر نفر ۵ درهم است. این پارک یکی از بزرگ‌ترین و پر رفت‌وآمدترین پارک‌های شهر و مکانی محبوب برای ورزش و موسیقی زنده است. همچنین این پارک دارای امکانات تفریحی مختلفی از جمله پیست ۲.۵ کیلومتری دویدن در محوطه پارک، مسیرهای عابر پیاده، مسیر دوچرخه‌سواری بی‌ام‌اکس، پارک اسکیت‌برد، مناطق باربیکیو و پیک نیک، دریاچه قایق‌سواری، رستوران‌های کنار دریاچه، اسکیت روی یخ، زمین کریکت مینی و منطقه گلف، صندلی در سایه. و فضای بازی کودکان است. همچنین یک گالری نمایشگاه، نمازخانه، یک مرکز تناسب اندام، و بناهای تاریخی مختلف وجود دارد. این پارک دارای موضوعی مبتنی بر فناوری است، با سه منطقه (منطقه انرژی جایگزین، منطقه ارتباطات و منطقه تکنو) حاوی نمایشگرهای آموزشی و تعاملی. همچنین یک سینمای سه بعدی برای فعالیت‌های سرگرمی ارائه می‌دهد.

## نگارخانه

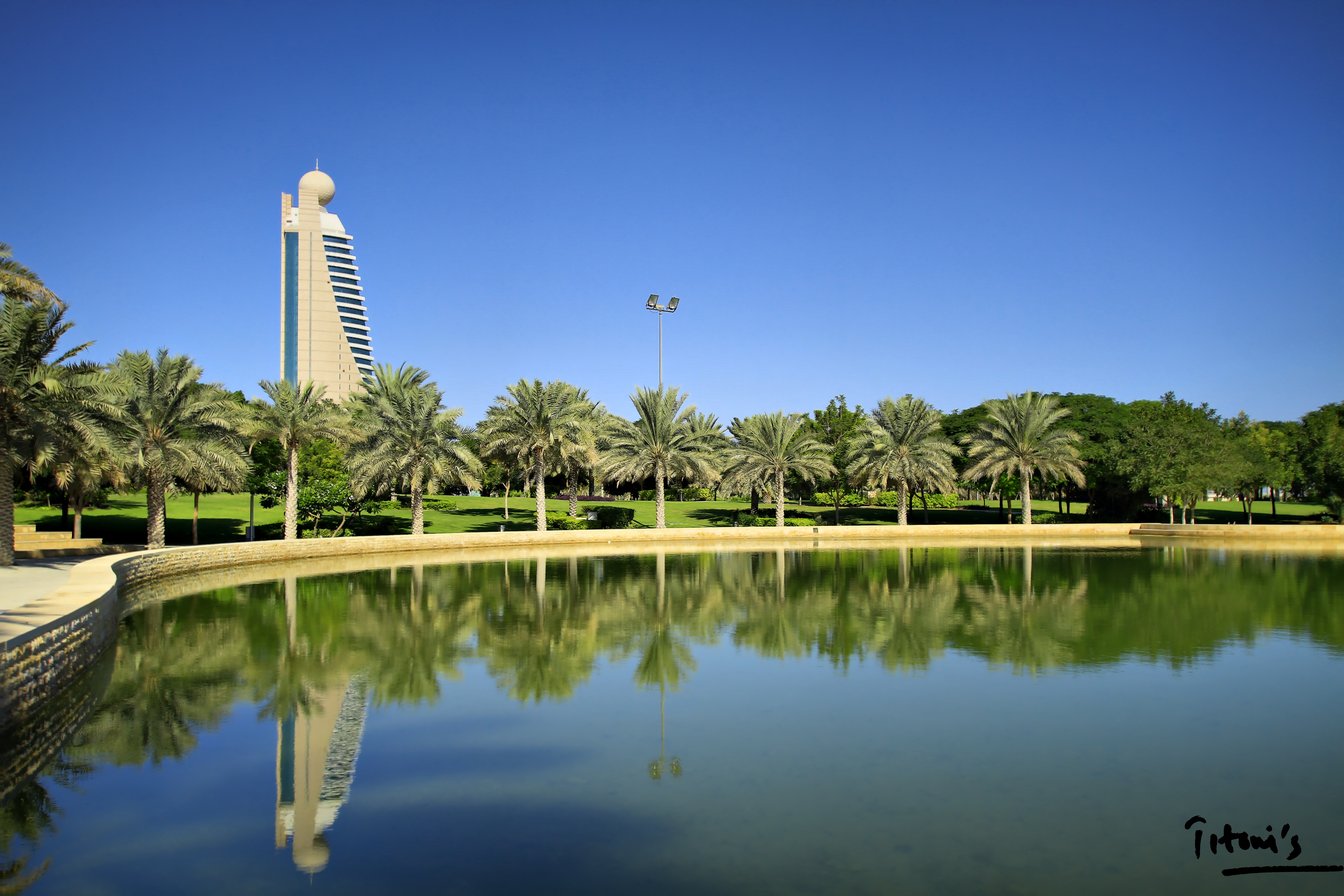
داخل پارک، برج اطلس ۲ از فاصله دور مشخص است.
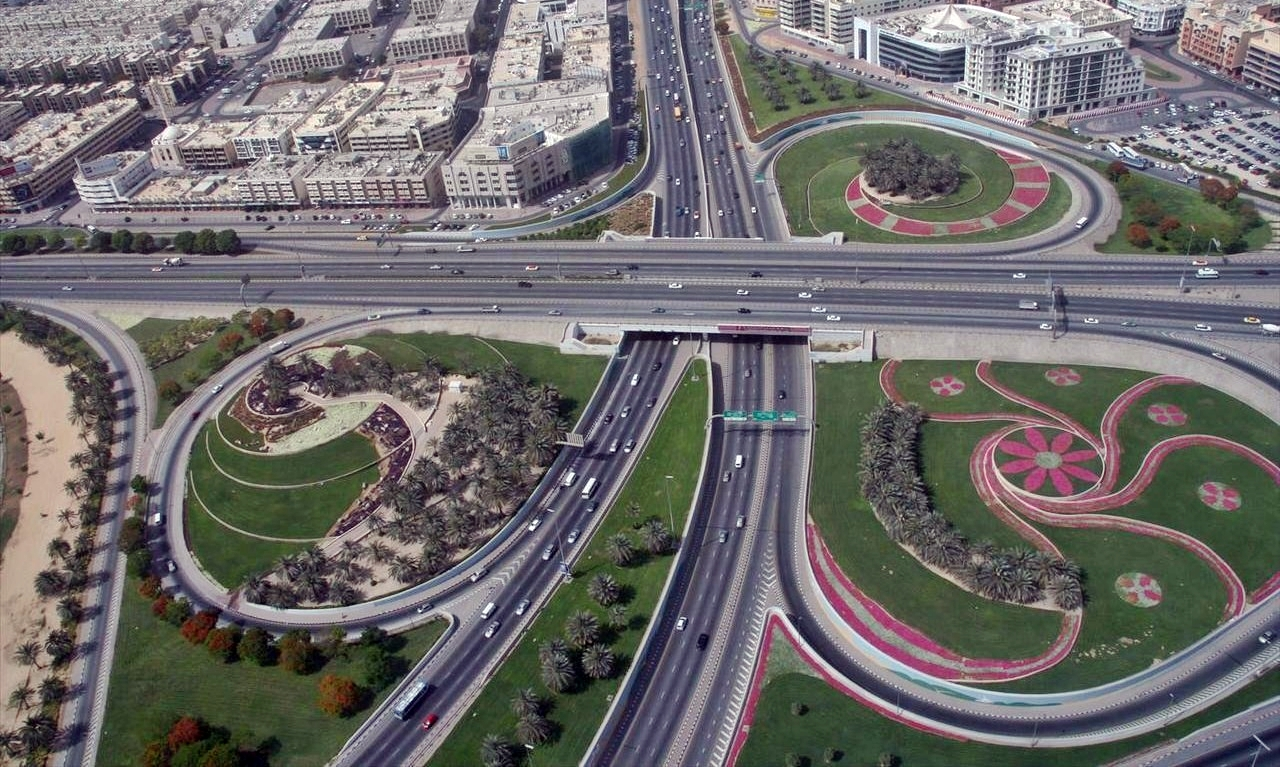
نمای هوایی از خروجی‌های مختلف بین جاده القطایات و جاده زبله؛ پارک زابل در سمت چپ است